# Třída S 49
Třída S 49 byla třída torpédoborců německé Kaiserliche Marine z období první světové války. Celkem bylo postaveno osmnáct jednotek této třídy. Sedm torpédoborců byly ztraceno za první světové války. Dalších deset bylo po válce internováno ve Scapa Flow, kde je v roce 1919 během incidentu ve Scapa Flow zkusila potopila vlastní posádka, z toho osm úspěšně. Dva najely na břeh, byly předány Japonsko a Velké Británii a sešrotovány. Nejdelé sloužil S 63, který do roku 1937 provozovalo italské námořnictvo

## Stavba
Torpédoborce byly objednány v rámci mobilizačního programu z roku 1914. Celkem bylo objednáno osmnáct jednotek této třídy, která se dělila do dvou podskupin. Kýly čtyři jednotek (S 49–S 52) byly založeny roku 1914 v loděnici Schichau-Werke v Elbingu. Do služby byly přijaty roku 1915. První dva torpédoborce první skupiny byly objednány jako náhrada dvou torpédoborců třídy S 31, které měly být prodány Řecku. Kýly čtrnácti torpédoborců druhé skupiny (S 53–S 66) byly založeny v letech 1914–1915 rovněž v loděnici Schichau-Werke. Torpédoborce druhé skupiny měly zvětšené rozměry, silnější výzbroj, upravený pohon a větší zásobu paliva. Do služby byly přijaty v letech 1915–1917.
Jednotky třídy S 49:
| Jméno | Zahájení stavby | Spuštění na vodu   | Zařazena do služby | Status |
| ----- | --------------- | ------------------ | ------------------ | --- |
| S 49  | 1914            | 10. dubna 1915     | července 1915      | V listopadu 1918 internován ve Scapa Flow. Dne 21. června 1919 při incidentu ve Scapa Flow potopen vlastní posádkou.                                      |
| S 50  | 1914            | 24. dubna 1915     | srpna 1915         | V listopadu 1918 internován ve Scapa Flow. Dne 21. června 1919 při incidentu ve Scapa Flow potopen vlastní posádkou.                                      |
| S 51  | 1914            | 29. dubna 1915     | září 1915          | V listopadu 1918 internován ve Scapa Flow. Dne 21. června 1919 se jej pokusila potopit vlastní posádka. Najel na břeh. Předán Velké Británii. Sešrotován. |
| S 52  | 1914            | 12. června 1915    | září 1915          | V listopadu 1918 internován ve Scapa Flow. Dne 21. června 1919 při incidentu ve Scapa Flow potopen vlastní posádkou.                                      |
| S 53  | 1914            | 18. září 1915      | prosinec 1915      | V listopadu 1918 internován ve Scapa Flow. Dne 21. června 1919 při incidentu ve Scapa Flow potopen vlastní posádkou.                                      |
| S 54  | 1914            | 11. října 1915     | leden 1916         | V listopadu 1918 internován ve Scapa Flow. Dne 21. června 1919 při incidentu ve Scapa Flow potopen vlastní posádkou.                                      |
| S 55  | 1914            | 6. listopadu 1915  | březen 1916        | V listopadu 1918 internován ve Scapa Flow. Dne 21. června 1919 při incidentu ve Scapa Flow potopen vlastní posádkou.                                      |
| S 56  | 1914            | 1. prosince 1915   | duben 1916         | V listopadu 1918 internován ve Scapa Flow. Dne 21. června 1919 při incidentu ve Scapa Flow potopen vlastní posádkou.                                      |
| S 57  | 1914            | 8. ledna 1916      | květen 1916        | Dne 10. listopadu 1916 ve Finském zálivu potopen minou.                                                                                                   |
| S 58  | 1914            | 5. února 1916      | červen 1916        | Dne 11. listopadu 1916 ve Finském zálivu potopen minou.                                                                                                   |
| S 59  | 1914            | 16. února 1916     | červenec 1916      | Dne 11. listopadu 1916 ve Finském zálivu potopen minou..                                                                                                  |
| S 60  | 1915            | 3. dubna 1916      | srpen 1916         | V listopadu 1918 internován ve Scapa Flow. Dne 21. června 1919 se jej pokusila potopit vlastní posádka. Najel na břeh. Předán Japonsku. Sešrotován.       |
| S 61  | 1915            | 8. dubna 1916      | září 1916          | Dne 2. listopadu 1918 při německém ústupu potopen vlastní posádkou v kanálu Ghent–Terneuzen ve Flandrech.                                                 |
| S 62  | 1915            | 13. května 1916    | listopad 1916      | Dne 10. července 1918 v Severním moři potopen minou. |
| S 63  | 1915            | 27. května 1916    | prosinec 1916      | V květnu 1920 v rámci reparací předán Itálii a zařazen jako Ardimentoso. Vyřazen 1937.                                                                    |
| S 64  | 1915            | 21. srpna 1916     | březen 1917        | Dne 18. října 1917 v Baltském moři v bitvě v úžině Moon potopen minou.                                                                                    |
| S 65  | 1915            | 14. října 1916     | duben 1917         | V listopadu 1918 internován ve Scapa Flow. Dne 21. června 1919 při incidentu ve Scapa Flow potopen vlastní posádkou.                                      |
| S 66  | 1915            | 21. listopadu 1916 | květen 1917        | Dne 10. července 1918 v Severním moři potopen minou. |

## Konstrukce

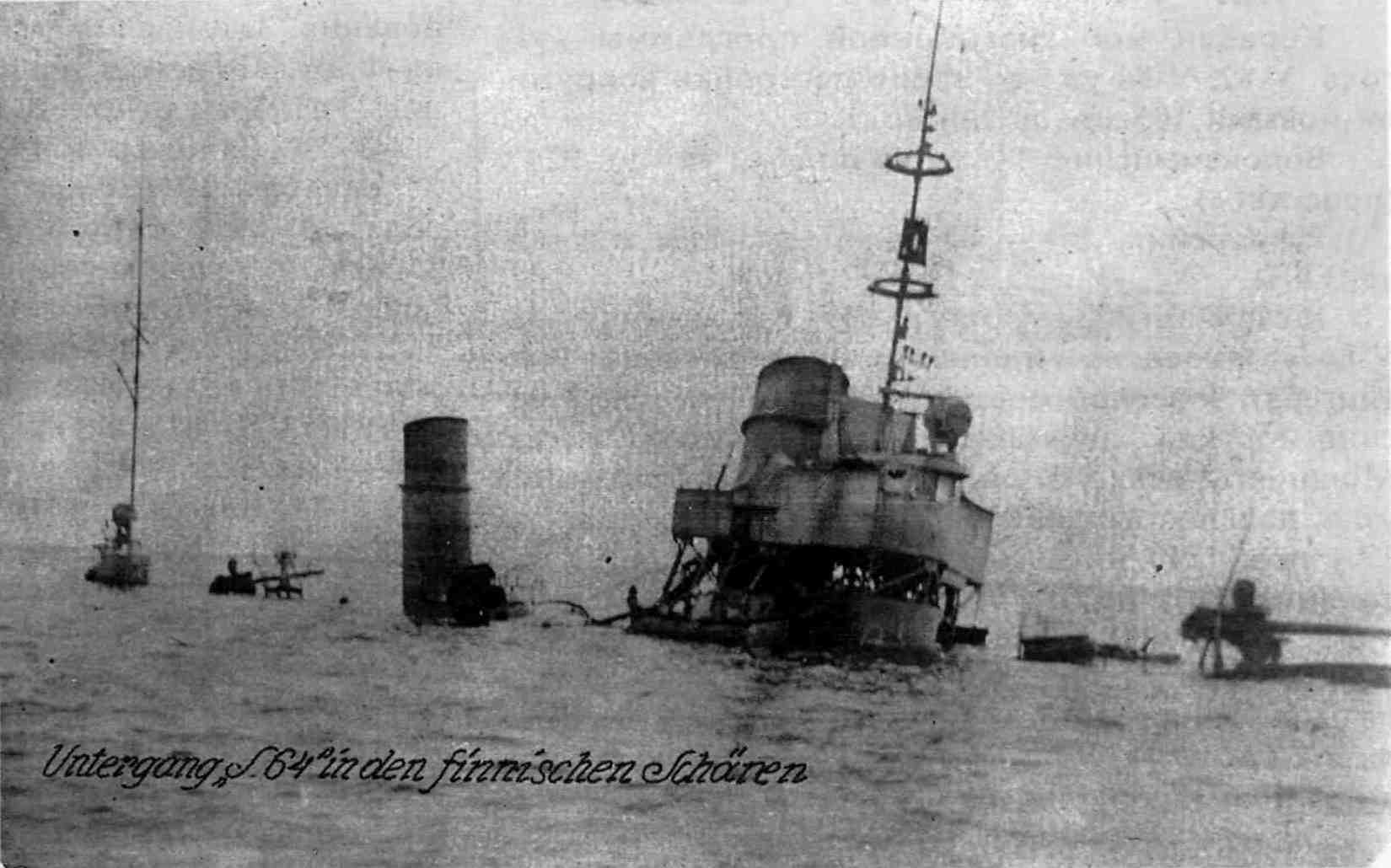
Potopený torpédoborec SMS S 64

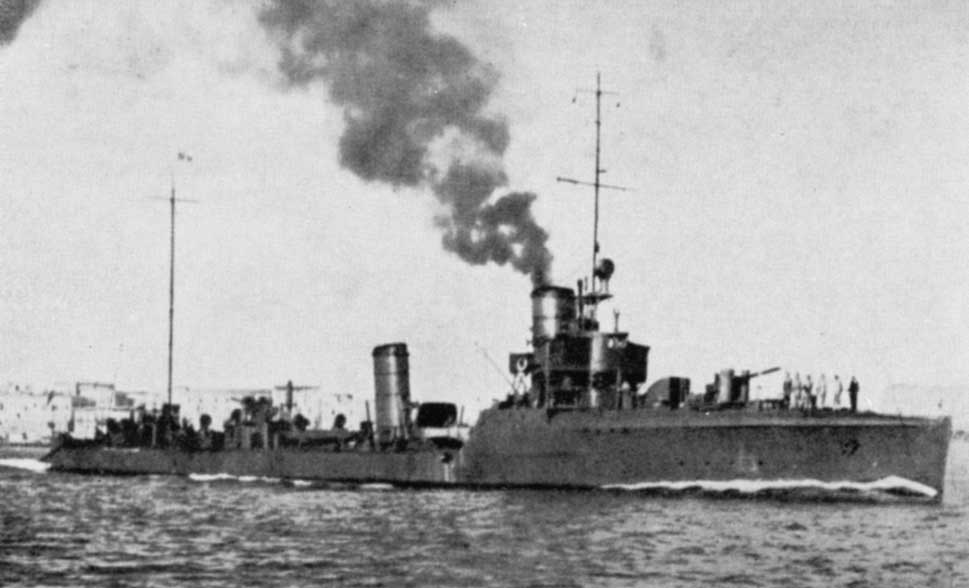
Italský torpédoborec Ardimentoso (ex SMS S 63)

Hlavní výzbroj představovaly tři 88mm kanóny TK L/45 C/14, šest 500mm torpédometů (dva dvojité, dva jednoduché) se zásobou osmi torpéd a až 24 námořních min. Pohonný systém tvořily tři kotle Marine a dvě parní turbíny Schichau o výkonu 24 000 hp, pohánějící dva lodní šrouby. Měly dva komíny. Nejvyšší rychlost dosahovala 34 uzlů. Neseno bylo 252 tun topného oleje. Dosah byl 1605 námořních mil při rychlosti sedmnáct uzlů.
Torpédoborce S 53–S 66 měly o 3,5 metru prodloužený trup. Posílenou hlavňovou výzbroj představovaly tři 105mm kanóny. Počet torpédometů a min se nezměnil. Jejich upravený pohonný systém tvořily tři kotle Marine, jedna parní turbína pro plavbu cestovní rychlostí, pohánějící jeden lodní šroub a dvě turbíny Schichau, roztáčející oba lodní šrouby. Výkon pohonu se nezměnil. Zásoba paliva byla zvětšena na 305 tun. Nejvyšší rychlost dosahovala 34 uzlů. Dosah se zvětšil na 2450 námořních mil při rychlosti čtrnáct uzlů.

### Modifikace
Roku 1916 byly torpédoborce první skupiny přezbrojeny třemi 105mm kanóny.